# Anthony J. Tether
Anthony J. Tether (ca. 1942) es un ingeniero estadounidense, que sirvió como director de la Agencia de Proyectos de Investigación Avanzada de Defensa (DARPA) del 18 de junio de 2001, hasta el 20 de febrero de 2009. A partir del 8 de septiembre de 2009 Tether es un miembro de la SSCI Científico Consejo Asesor. [1] Sistemas científica Company, Inc. (SSCI) es un desarrollador de soluciones de tecnología para la defensa y proveedores industriales.
Antes de su nombramiento, Tether ocupó el cargo de director general y presidente del grupo Sequoia, que fundó en 1996. Los servicios de gestión de programas de desarrollo y estrategia de Sequoia Grupo presentados a la administración y la industria. De 1994 a 1996, se desempeñó como CEO para Dynamics Technology Inc. Desde 1992 hasta 1994, fue vicepresidente del (SAIC) Advanced Technology Sector, y luego fue vicepresidente y gerente general de los sistemas de rango en SAIC.
Antes de esto, pasó seis años como vicepresidente de Tecnología y Desarrollo Avanzado en Ford Aerospace, que fue adquirida por Loral Corporación durante ese período. Ha ocupado otros cargos en el Departamento de Defensa, que actúa como director de la Oficina de Tecnología Estratégica de la DARPA a partir 1982-86 y como director de la Oficina Nacional de Inteligencia en la Oficina del Secretario de Defensa de 1978-82. Antes de entrar en el servicio del gobierno, se desempeñó como vicepresidente ejecutivo de Sistemas de Control Inc. desde 1969-78, donde se aplicó la teoría de estimación y control de los problemas militares y comerciales, con especial concentración en los algoritmos utilizados para realizar la asignación de recursos en tiempo real y control .
Tether ha servido tanto en el Consejo de Ciencia Ejército y la Junta de Ciencias de Defensa, y en la Oficina de Política Nacional de Control de Drogas Comité de Investigación y Desarrollo. Es miembro del Instituto de Ingenieros Eléctricos y Electrónicos (IEEE) y aparece en varias publicaciones quién es quién. En 1986, fue honrado tanto con la Medalla Nacional de Inteligencia y el Departamento de Defensa Civil medalla de servicio meritoria.
Tether recibió su Licenciatura en Ingeniería Eléctrica del Instituto Politécnico Rensselaer en 1964, y su Maestría en Ciencias (1965) y Ph.D. (1969) en Ingeniería Eléctrica de la Universidad de Stanford.